# Hilara fraterna
Hilara fraterna är en tvåvingeart som beskrevs av Collin 1933. Hilara fraterna ingår i släktet Hilara och familjen dansflugor. Inga underarter finns listade i Catalogue of Life.